# الخنك
  الخنك (بالإنجليزية: LKHENG)‏ هي جماعة قروية تابعة لإقليم الرشيدية ضمن جهة درعة تافيلالت بالمغرب.  بلغ مجموع عدد سكان   الخنك حسب إحصاءات 2004 حوالي 13017  نسمة  يعيشون في 2190  أسرة.

## إحصاء عام
| السنة | عدد السكان | عدد الأسر | عدد الأجانب |
| ----- | ---------- | --------- | ----------- |
| 1994  | 13075      | 2026      | °°°°        |
| 2004  | 13017      | 2190      | 1           |